# Uppsalský hrad
Uppsalský hrad (švédsky Uppsala Slott) je královský hrad ze 16. století nacházející se v historickém městě Uppsala ve Švédsku. Během své rané historie hrad hrál hlavní roli v dějinách Švédska.

## Historie
Hrad byl postaven v době, kdy Švédsko bylo na cestě stát se velmocí v Evropě. Král Gustav I. Vasa začal stavbu v roce 1549. Během panování králů Erika XIV. , Jana III. a Karla IX. byla budova rozsáhle přestavěna a rozšířena na reprezentativní renesanční zámek. Za vlády Erika XIV. byl hrad místem, kde se odehrály sturské vraždy. V roce 1630 tu král Gustav II. Adolf oznámil rozhodnutí, že by se Švédsko mělo podílet na válce. Zde také švédská vláda oznámila abdikaci královny Kristiny v roce 1654.
Hrad byl těžce poškozen požárem v roce 1702, kdy zůstal v podstatě v troskách. Rekonstrukce trvala řadu let a dlouho se pozůstatky hradu používaly jako zdroj stavebního kamene pro použití na stavbu paláce ve Stockholmu. Architektem byl Carl Hårleman.
Hrad byl mnoho let správním centrem Uppland a místem sněmu státu (švédsky: Rikssalen). Nyní je hrad sídlem hejtmana kraje Uppsala. Dag Hammarskjöld, bývalý generální tajemník Organizace spojených národů, strávil své dětství na hradě, když jeho otec, Hjalmar Hammarskjöld, byl guvernérem kraje Uppsala. Dnes je zámek také sídlem uměleckého muzea, kolem budovy je botanická zahrada.